# 子供部屋 (エルガー)
『子供部屋』（こどもべや、英: Nursery Suite）は、エドワード・エルガーが作曲した管弦楽のための組曲。作曲者晩年の作であり、『子供の魔法の杖』と同様に幼少期のスケッチブックの素材が用いられている。

## 概要
『子供部屋』作曲のきっかけとなったのは、1930年にエルガーが、子どもの頃の音楽スケッチが収められた箱を最近見つけたと、グラモフォン社のウィリアム・ロードン・ストリートンに語ったことだった。ストリートンは彼に国王の音楽師範として、スケッチを基にマーガレット王女の誕生を記念する作品を書いてはどうかと提案する。完成された組曲はマーガレット王女、その姉エリザベス王女（後のエリザベス2世）、彼女らの母であるヨーク公爵夫人エリザベス妃へと献呈された。
この組曲の多くの楽章は『子供の魔法の杖』と同じ様式で書かれており、明るい性格に支配されている。ただし、「The Waggon (Passes)」は別であるとする意見も見られる。エルガーの権威である音楽評論家のマイケル・ケネディは、荷馬車がガラガラと近づいてくると、音楽は交響曲第2番のスケルツォの一節を偲ばせるような調子で不吉になっていき、その時、エルガーの言葉を借りるならば「車輪が私の頭を轢く」のだ、と述べている。アンソニー・ペインは交響曲第3番の補筆作業を行うに当たり、最後の部分にこの楽章の形式を流用している。
『子供部屋』組曲は演奏会場でなくレコーディング・スタジオで初演が行われた最初期の管弦楽曲のひとつである。1931年5月23日に行われた初演では、最後の2楽章を除く全曲が作曲者自身の指揮によって録音された。最後の2楽章は同年6月4日に、4歳になるエリザベス王女やその両親などの聴衆を招いて演奏されて際に付け足されたものである。
曲の公開時の評として、『グラモフォン』誌のW.R.アンダーソンは次のように書いている。「印象的なヴァイオリンのカデンツァを有する最終楽章は、とりわけ重要であるように思える。記憶をほのめかしているのだが、それは音楽中でも最大限にほのめかされるものの、はっきりと述べられはしない。そうした記憶が傷つけるからではなく、若さとは記憶をそのようにしか理解できないからである。（中略）ここには古い炎がある。少なくとも2つの楽章は他の6つとは異なり『子供の魔法の杖』にはない新鮮さを見せている。（中略）心と精神のありのままの偉大さ―あらゆる天才が与えられる以上のもの―によって、我々の愛するエドワード・エルガーは特徴づけられており、また彼の人生全体を通して特徴づけられてきたのである。」
バレエ『子供部屋』はニネット・ド・ヴァロアの振付け、ナンシー・アレンの舞台装置と衣装によって、1932年3月19日にサドラーズウェルズ劇場においてヴィック・ウェルズ・バレエ（現ロイヤル・バレエ団）により初演された。出演者にはアントン・ドーリンやアリシア・マルコワ、ジョイ・ニュートンらが名を連ねた。
振付師のフレデリック・アシュトンは1986年の女王の60歳の誕生日を記念し、ロイヤル・オペラ・ハウスで行われたガラ公演のために『子供部屋』組曲の新しいバレエを制作し、これが彼の最後の作品となった。

## 楽曲構成
7つの楽章とコーダから構成される。演奏時間は約25分。
1. Aubade (Awake)
2. The Serious Doll
3. Busy-ness
4. The Sad Doll
5. The Waggon (Passes)
6. The Merry Doll
7. Dreaming – Envoy (Coda)